# Idiothele nigrofulva
Idiothele nigrofulva é uma espécie de aranha pertencente à família Theraphosidae (tarântulas).